# Маккей, Уильям
Отец Уи́льям Джо́зеф Макке́й (1915, Монреаль — 18 октября 1995, Тхимпху) — канадский иезуитский священник, создатель современной системы образования в Бутане, в том числе первой высшей школы (колледж Шерубце).

## Биография

### Ранние годы
Маккей присоединился к иезуитам в 1932 году, а в 1945 году был рукоположен. В 1946 году он выехал из Канады в иезуитскую миссию в Дарджилинг, Индия. Отец Маккей прослужил там 17 лет, в течение которых принимал участие во многих образовательных программах и был директором двух школ. Однако он стал непопулярным у местных властей, и в 1963 году ему приказали покинуть страну.
Когда король Бутана Джигме Дорджи Вангчук узнал о немедленной высылке отца Маккея из Индии, он пригласил священника стать педагогом в Бутане в рамках программы модернизации страны. Отец Маккей принял предложение. В качестве упреждающих мер он удалил все свои зубы, так как знал, что не сможет получить доступ к современной стоматологии.

### Жизнь в Бутане
Отец Маккей прибыл в Бутан в октябре 1963 года. Иезуиты стали первой официальной римско-католической миссией в Бутане. В течение следующих трёх десятилетий отец Маккей не мог обращать бутанских граждан в христианство, так как это было запрещено бутанскими законами.
Свою первую школу он создал в Трашиганге, она располагалась в заброшенном коровнике и в ней училось 7 учеников.
В 1973 году отец Маккей был награждён Королевским орденом Бутана за заслуги в развитии образования в Бутане. В 1985 году он стал почётным гражданином Бутана, а когда в 1988 году иезуитский орден был изгнан из Бутана, отцу Маккею разрешили остаться в стране.
После его смерти в 1995 году его некролог на Национальном радио Бутана продолжался в течение 15 минут. Несмотря на его пожелания быть похороненным в Бутане, иезуиты потребовали его тело, чтобы похоронить на своём кладбище.